# Bataille de Garfagnana
Ne doit pas être confondu avec Opération Wintergewitter.
Campagne d'Italie de la Seconde Guerre mondiale
Batailles
Invasion de la Sicile
- Lampedusa
- Corkscrew
- Mincemeat
- Barclay
- Animals
- Chestnut
- Narcissus
- Fustian
- Ladbroke
- Gela
- Troina
- Centuripe

Invasion de l'Italie
- Baytown
- Avalanche
- Rome
- Slapstick
- Armistice de Cassibile
- Achse
- Naples
- Bombardement du Vatican
- Ligne Volturno
- Libération de la Corse
- Ligne Barbara
- Bombardement de Bari

Ligne Gustave
- Ligne Bernhardt
- Raincoat
- San Pietro Infine
- Rivière Moro
- Ortona
- Rivière Rapido
- Monte Cassino
- Shingle
- Cisterna
- Diadem
- Strangle
- Ligne Trasimene
- Libération de Rome
- Ancône
- Brassard

Ligne gothique
- Rimini
- Saint-Marin
- Gemmano
- Montecieco
- Monte Castello
- Garfagnana

Offensive du printemps 1945
- Tombola
- Bowler
- Roast
- Bologne
- Argenta Gap
- Herring
- Collecchio

Guerre civile italienne
La bataille de Garfagnana (italien : Battaglia della Garfagnana), connue des Allemands sous le nom d'opération Wintergewitter (allemand : Unternehmen Wintergewitter) et surnommée « l'offensive de Noël » (italien : Offensiva di Natale), est une offensive menée par les forces de l'Axe contre les forces américaines sur le secteur ouest de la ligne gothique pendant la Seconde Guerre mondiale. Elle s'est déroulée en décembre 1944 dans le nord des Apennins toscans, près de Massa et Lucca.
A la fin du mois de décembre 1944, la 14e armée allemande du général Kurt von Tippelskirch, utilisant une force mixte italo-allemande de huit bataillons d'infanterie, lance une attaque limitée sur l'aile gauche de la 5e armée américaine dans la vallée de Serchio. Anticipant une opération de ce type, les Alliés avaient ordonné à deux brigades de la 8e division d'infanterie indienne de passer rapidement à travers les Apennins pour renforcer la 92e division d'infanterie américaine. Au moment de leurs arrivées, les Allemands et les Italiens mènent une offensive pour capturer Barga et mettre en déroute la division américaine. Les rapports des soldats américains capturés indiquent qu'ils avaient eu l'intention de se retirer à Lucques et au-delà, mais une action décisive du major-général de la division indienne Dudley Russell (en) stabilise la situation. Une fois leurs objectifs atteints, la force germano-italienne interrompit l'attaque puis se replia.
Barga est reprise une semaine plus tard par le Nouvel An et le front de la ligne gothique ouest restera quasi stable jusqu'à la fin du mois de mars 1945.